# Étienne Giraud (pilote)
Pour les articles homonymes, voir Étienne Giraud (homonymie) et Giraud.
Étienne Edouard Giraud, s'étant fait appeler parfois François Giraud, Gaudry, puis Étienne/François Giraud, né le 10 novembre 1865 à Rochefort-sur-Mer et mort brutalement le 6 novembre 1920 dans le 16e arrondissement de Paris à près de 55 ans, est un ancien pilote automobile ayant couru sur Panhard & Levassor (entre 1897 et 1901), Bollée (entre 1898 et 1900) et C.G.V. (en 1902 et 1903), en usitant le prénom François dans plus du tiers de ses courses.

## Biographie
Il commence ses activités sportives par le cyclisme amateur en compétition. Il devient ensuite un des membres fondateurs de l'Automobile Club de France et se montre particulièrement actif au sein de ses Commissions.
Lors des courses Marseille-Nice de 1897 et 1898, il lui arrive de prendre le prénom François,, qu'il accole parfois en course au sien à partir de sa dernière épreuve disputée avec une voiture d'Amédée Bollée au Circuit du Sud Ouest (à Pau) en février 1900, jusqu'au Circuit des Ardennes de juin 1903 (devenant même François au classement final de Paris-Madrid 1903, un mois plus tôt).
Durant ses années Panhard, Étienne Giraud permet à ce constructeur d'entrer en contact avec la société Grouvelle & Arquembourg, pour acquérir son radiateur en serpentin à tubes en bobines. Léonce Girardot propose ainsi à Émile Mayade d'inclure le serpentin dans le circuit de refroidissement des Panhard de course, pour diminuer le volume du radiateur alors conséquent (de 40 litres).
En 1902, la société C.G.V. — fondée un an plus tôt par les associés Fernand Charron, Léonce Girardot et Émile Voig — recrute Giraud comme metteur au point principal des véhicules et comme pilote en course, lors de son déménagement dans des locaux flambant neufs, à Puteaux. 
Fait notable, Étienne Giraud accomplit dix-neuf courses de 1897 à 1903 (14 jusqu'en 1900). Il est encore annoncé en 1905 pour participer aux éliminatoires françaises de la Coupe internationale en Auvergne sur le circuit Michelin, en vue de disputer la dernière Coupe Gordon Bennett organisée, avec également Léonce Girardot pour C.G.V mais finalement, il doit se désister.
Au début des années 1900, il se fait construire l'aérostat Rolla-IV et il se manifeste alors régulièrement avec l'Aéro-Club de France et celui de  Paris, dont il fait longtemps partie du Comité de direction, et auprès duquel il propose notamment l'admission de Santos-Dumont lors d'une fête intime de la Société d'Encouragement à la locomotion aérienne, en présence du comte Jules-Albert de Dion fin 1902, tout en disputant de nombreux concours d'aéronautes, et en obtenant une médaille d'argent de l'Aéro-Club en 1911. 
Le 2 juin 1901, il quitte par exemple Bordeaux en ballon avec un voyageur, et ils franchissent 224 kilomètres, prenant terre à Capens (Haute-Garonne) après avoir passé seize heures en l'air.
Au milieu des années 1900, on peut même le voir régulièrement dans le ring chez Bayle, ou sur les planches du cercle de la rue Volney, alors qu'il a pris des leçons assidues de boxe chez Castérès et de lutte avec Constant le Boucher. 
Quelques années plus tard, il devient aussi un aviateur, étant avant la Première Guerre mondiale l'un des rares pilotes français à effectuer du tourisme aérien d'avion (avec Baisan, Lareinty-Tholozan, Pasquier et Reymond entre autres). Il obtient son brevet d'aviateur le 24 mai 1911 (no 493).
Éclectique, il est aussi un yachtsman notoire, et il s'adonne à l'athlétisme, l'escrime et l'aviron. Il est aussi membre de l'Académie des sports durant les années 1900.
Étienne Giraud trouve encore le temps d'être apiculteur-éleveur au Landreau, en Loire-Inférieure.

## Palmarès

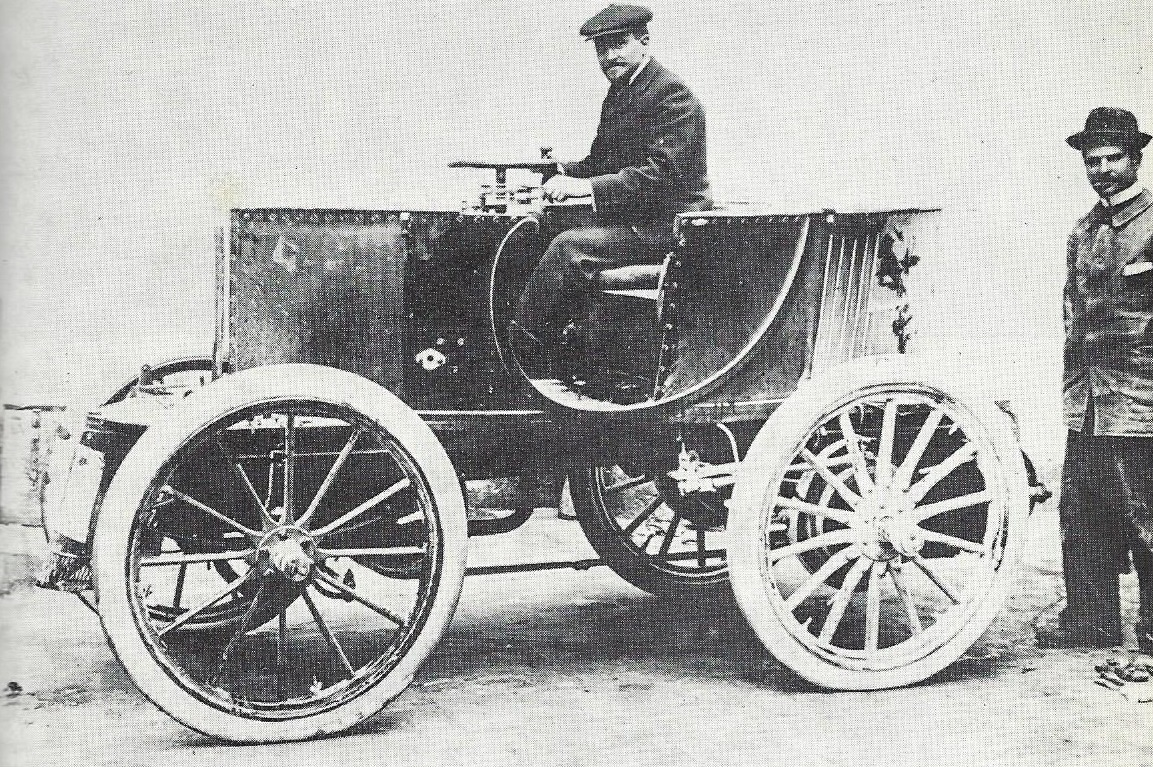
Étienne 'Gaudry' Giraud, troisième de Paris-Amsterdam-Paris 1898 sur Bollée 'Torpilleur' (à droite Amédée Bollée fils).

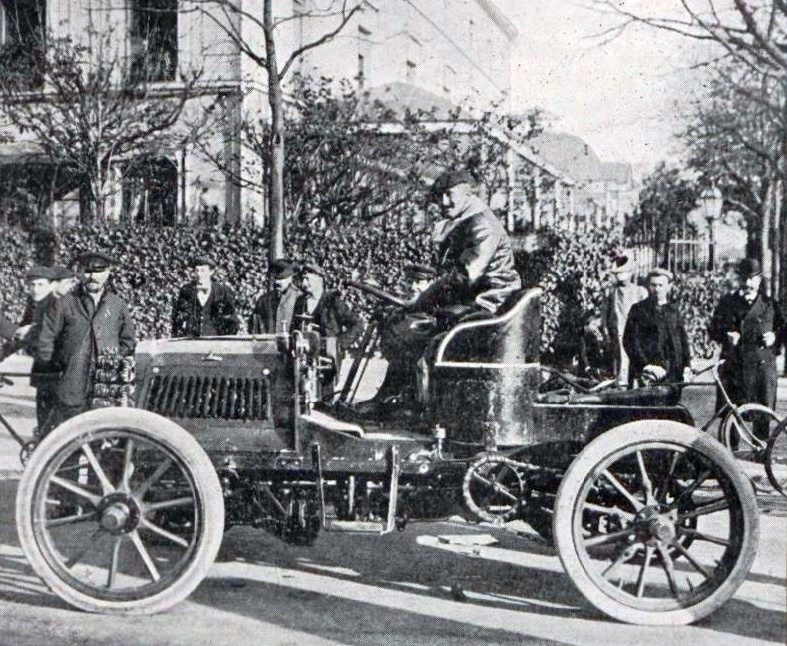
Étienne Giraud, vainqueur du Critérium de l'Alcool Paris-Rouen 1900 sur Panhard 22 hp.

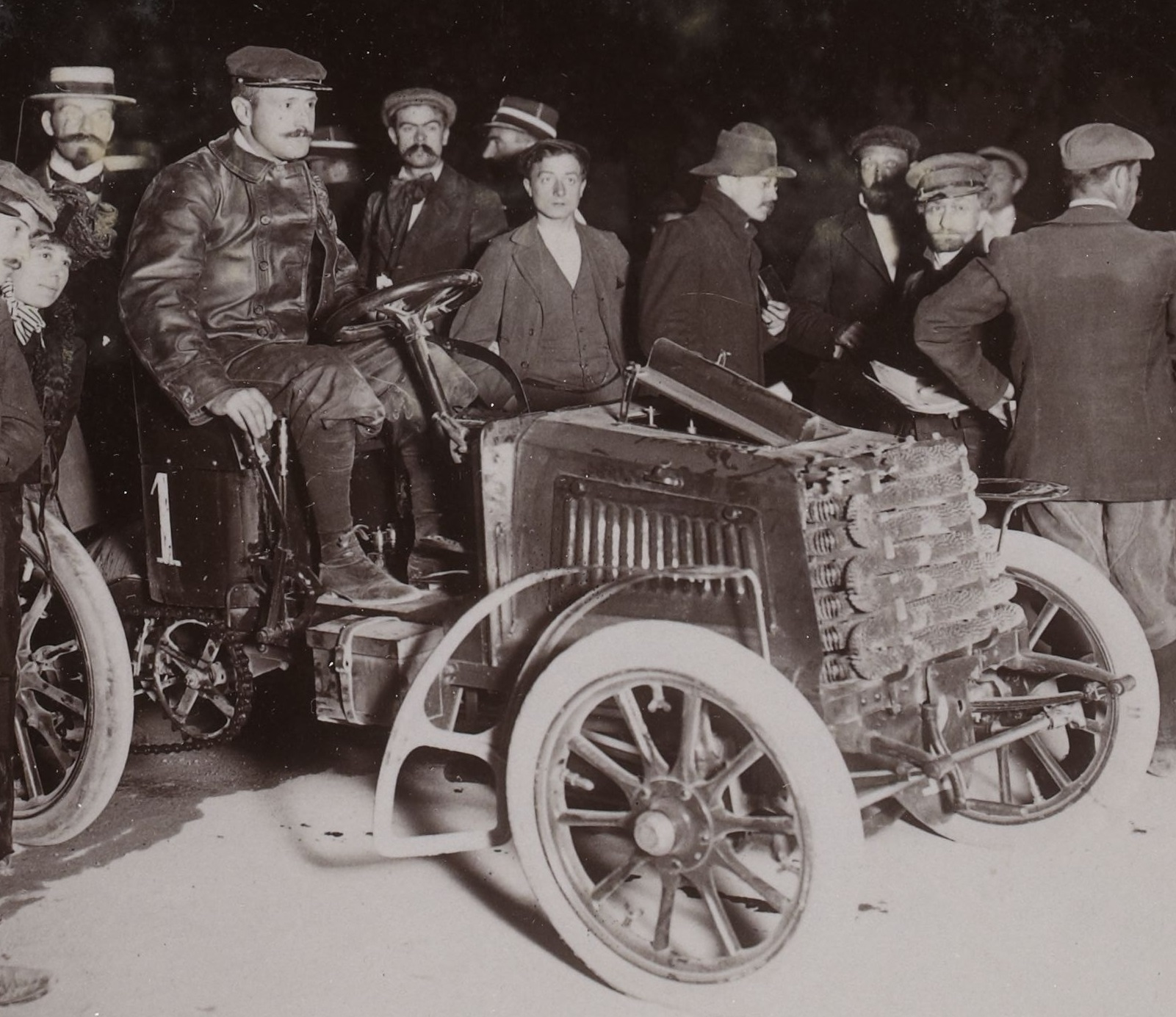
Étienne Giraud au Paris-Berlin 1901 (première victoire -de catégorie- d'une Light Car).

- Lyon-Uriage-Lyon, en 1897 (Panhard)
- Étape Liège-Verdun du Paris-Amsterdam-Paris 1898, sur Amédée Bollée
- Course de côte de Chanteloup-les-Vignes, en 1898 dans la catégorie des véhicules à pétrole (Panhard Le Torpilleur)[12]
- Critérium de l'Alcool Paris-Rouen, en 1900 (Panhard)
- Paris-Bordeaux, en 1901 dans la catégorie des voitures légères (400  à   650 kg, Panhard, sixième au général et première Light Car)
- 2e de Bordeaux-Périgueux-Bordeaux, en 1900 (Panhard)
- 3e de Paris-Amsterdam-Paris, en 1898 (Bollée, avec le pseudonyme en forme d'anagramme « Gaudry » pris pour conduire anonymement Le Torpilleur, un prototype profilé en aluminium destiné à une riche clientèle notamment anglaise, qui obtiendra de nombreux prix jusqu'en 1899[13])
- 4e de Paris-Toulouse-Paris, en 1900 (Panhard)
- 5e de Marseille-Nice, en 1898 (Panhard)
- 6e de Marseille-Nice-La Turbie, en 1897 (Panhard)
- 7e de Paris-Dieppe, en 1897 (Panhard)
- 7e de Paris-Trouville, en 1897 (Panhard)
- 7e de Bordeaux-Biarritz, en 1898 (Bollée)
- 7e du Circuit du Sud Ouest (Pau), en 1900 (Bollée)
- 14e de Paris-Berlin, en 1901 (Panhard)
- participation à Nice-Castellane-Nice, en 1899 (Bollée)
- participation à Paris-Bordeaux, en 1899 (Bollée)
- participation au Tour de France automobile, en 1899 (Bollée)
- participation à Paris-Vienne, en 1902 (CGV)
- participation à Paris-Madrid, en 1903 (CGV, 48e)
- participation au Circuit des Ardennes, en 1903 (CGV)